# Единое командование
Единое боевое командование (англ. Unified Combatant Command, UCC) — элемент управления Вооружёнными силами США, в основе которого компоненты различных видов вооружённых сил, сгруппированные либо по географическому признаку — территории ответственности (англ. «Area Of Responsibility», AOR), что соответствует традиционному понятию «военный округ», либо по выполняемой боевой функции.
Командующий войсками (англ. Combatant Commander, CCDR) находится в звании полного (четырехзвёздного) генерала либо адмирала США. Все боевые командующие подчиняются непосредственно президенту США как главнокомандующему, который может действовать через министра обороны .
Объединённый комитет начальников штабов не участвует в непосредственном управлении войсками и не может отдавать прямые приказы командующим единых командований.

## Список единых командований ВС США

### Исторические командования
Первый декрет о создании на постоянной основе единых боевых командований вооружёнными силами США появился при президенте Гарри Трумэне 14 декабря 1946 года.
- Европейское командование Вооружённых сил США (European Command — EUCOM) (Париж, Франция) (1946—1966)
- Южное командование ВВС США (United States Air Forces Southern Command) (авиабаза Говард, Бальбоа, Панама) (1946—1963)
- Дальневосточное командование Вооружённых сил США (Far East Command — FECOM) (Токио, Япония) (1947—1957)
- Тихоокеанское командование Вооружённых сил США (United States Pacific Command — USPACOM) (Гонолулу, Гавайи) (1947—2018)
- Атлантическое командование Вооружённых сил США (United States Atlantic Command — USLANTCOM) (Норфолк (Виргиния)) (1947—1999)
  - преобразовано в Межвидовое командование Вооружённых сил США (United States Joint Forces Command — USJFCOM) (1999—2011)
- Командование континентальной воздушной обороной (Continental Air Defense Command — CONAD) (Колорадо-Спрингс, Колорадо) (1954—1975)
  - преобразовано в Командование воздушно-космической обороной (Aerospace Defense Command — ADCOM) (1975—1980)
- Ударное командование Вооружённых сил США (United States Strike Command — USSTRICOM) (авиабаза Мак-Дилл, Тампа, Флорида) (1961—1972)
  - преобразовано в Командование быстрого реагирования Вооружённых сил США (United States Readiness Command — USREDCOM) (1972—1987)

### Современные командования

#### Региональные командования
- Африканское командование Вооружённых сил США (United States Africa Command — USAFRICOM) (Келли-Барракс, Штутгарт, Германия)
- Центральное командование Вооружённых сил США (United States Central Command — USCENTCOM) (авиабаза Мак-Дилл, Тампа, Флорида)
- Европейское командование Вооружённых сил США (United States European Command — USEUCOM) (Петч-Барракс, Штутгарт, Германия)
- Индо-Тихоокеанское командование Вооружённых сил США (United States Indo-Pacific Command — USINDPACOM) (Кэмп-Смит, Гонолулу, Гавайи)
- Северное командование Вооружённых сил США (United States Northern Command — USNORTHCOM) (Петерсон, Колорадо-Спрингс, Колорадо)
- Южное командование Вооружённых сил США (United States Southern Command — USSOUTHCOM) (Дорал, Флорида)

#### Функциональные командования
- Командование специальных операций Вооружённых сил США (United States Special Operations Command — USSOCOM) (авиабаза Мак-Дилл, Тампа, Флорида)
- Космическое командование Вооружённых сил США (United States Space Command — USSPACECOM) (Петерсон, Колорадо-Спрингс, Колорадо)
- Стратегическое командование Вооружённых сил США (United States Strategic Command — USSTRATCOM) (авиабаза Оффатт, Омаха, Небраска)
- Транспортное командование Вооружённых сил США (United States Transportation Command — USTRANSCOM) (авиабаза Скотт, Иллинойс)
- Кибернетическое командование США (United States Cyber Command — USCYBERCOM) (Форт-Мид, Мэриленд)